# Сульфид плутония
Сульфид плутония — бинарное неорганическое соединение
плутония и серы
с формулой PuS,
кристаллы бронзового цвета,
не растворяется в воде.

## Получение
- Восстановление фторида плутония(III) пара́ми бария в тигле из сульфида бария:

{\displaystyle {\mathsf {2PuF_{3}+Ba+2BaS\ {\xrightarrow {1250^{o}C}}\ 2PuS+3BaF_{2}}}}
- Реакция трисульфида диплутония и тригидрида плутония:

{\displaystyle {\mathsf {2Pu_{2}S_{3}+2PuH_{3}\ {\xrightarrow {1600^{o}C}}\ 4PuS+3H_{2}}}}

## Физические свойства
Сульфид плутония образует кристаллы бронзового цвета
кубической сингонии,
пространственная группа F m3m,
параметры ячейки a = 0,5536 нм, Z = 4,
структура типа NaCl.
Не растворяется в воде, не реагирует с пара́ми воды до 250°С

## Применение
- Перспективное ядерное топливо.